# Zieleńcze
Zieleńcze (ukr. Зеленче, Zełencze) – wieś na Ukrainie w rejonie tarnopolskim należącym do obwodu tarnopolskiego.
Do 2020 w rejonie trembowelskim.